# Шерідан-Лейк (Колорадо)
Шерідан-Лейк (англ. Sheridan Lake) — місто (англ. town) в США, в окрузі Кайова штату Колорадо. Населення — 55 осіб (2020).

## Географія
Шерідан-Лейк розташований за координатами 38°28′0″ пн. ш. 102°17′39″ зх. д. / 38.46667° пн. ш. 102.29417° зх. д. (38.466677, -102.294142).  За даними Бюро перепису населення США в 2010 році місто мало площу 0,82 км², уся площа — суходіл.

## Демографія
Згідно з переписом 2010 року, у місті мешкало 88 осіб у 29 домогосподарствах у складі 20 родин. Густота населення становила 107 осіб/км².  Було 43 помешкання (52/км²).
Расовий склад населення:
| - 93,2 % — білих |

До двох чи більше рас належало 6,8 %. Частка іспаномовних становила 17,0 % від усіх жителів.
За віковим діапазоном населення розподілялося таким чином: 40,9 % — особи молодші 18 років, 50,0 % — особи у віці 18—64 років, 9,1 % — особи у віці 65 років та старші. Медіана віку мешканця становила 25,0 року. На 100 осіб жіночої статі у місті припадало 100,0 чоловіків;  на 100 жінок у віці від 18 років та старших — 108,0 чоловіків також старших 18 років.
Середній дохід на одне домашнє господарство  становив 33 321 долар США (медіана — 26 250), а середній дохід на одну сім'ю — 40 863 долари (медіана — 31 250). 
Цивільне працевлаштоване населення становило 25 осіб. Основні галузі зайнятості: сільське господарство, лісництво, риболовля — 40,0 %, освіта, охорона здоров'я та соціальна допомога — 28,0 %, мистецтво, розваги та відпочинок — 12,0 %, науковці, спеціалісти, менеджери — 8,0 %.